# كولين سيكستون
كولين سيكستون (بالإنجليزية: Collin Sexton)‏ (مواليد 4 يناير 1999) هو لاعب كرة سلة أمريكي يلعب في مركز لاعب هجوم خلفي أو مدافع مسدد الهدف في نادي كليفلاند كافالييرز.

## روابط خارجية
- كولين سيكستون على موقع الاتحاد الدولي لكرة السلة (الإنجليزية)
- كولين سيكستون على موقع إن بي أي (الإنجليزية)
- كولين سيكستون على موقع سبورتس رفرنس (الإنجليزية)
- كولين سيكستون على موقع كرة السلة الأوروبية.كوم (الإنجليزية)
- كولين سيكستون على موقع إي إس بي إن.كوم (الإنجليزية)
- كولين سيكستون على موقع كلية كرة السلة في سبورتس رفرنس.كوم (الإنجليزية)
- كولين سيكستون على موقع ريلجم (الإنجليزية)
- كولين سيكستون على موقع بروبوليرز (الإنجليزية)